# Universe Sandbox
Universe Sandbox ist ein Simulationsspiel und eine schulische Software. Die Spieler können die Wirkung verschiedener physikalischer Größen wie zum Beispiel der Gravitation auf verschiedene Objekte (unter anderem Asteroiden, Planeten und Sonne) im Weltraum beobachten. Es können komplexe Simulationen des Sonnensystems oder von anderen verschiedenen vordefinierten Szenarien gewählt werden. Das originale Universe Sandbox war nur auf Windows-Geräten verfügbar; der Nachfolger Universe Sandbox² wurde im Jahr 2017 auch für macOS und Linux veröffentlicht.
Universe Sandbox wurde hauptsächlich von Dan Dixon programmiert. Er arbeitete über 15 Jahre lang an dem Projekt; die Vollversion veröffentlichte er im Mai 2008. Dixon arbeitete ab 2010 Vollzeit an dem Projekt und gründete die Firma Giant Army im folgenden Jahr. Seitdem stellte er acht weitere Designer ein.

## Simulationen
In dem Spiel lassen sich realistische und fiktionale Simulationen finden. Zu den realistischen Simulationen gehört das Sonnensystem, in dem sich acht Planeten, fünf Zwergplaneten, 160 Monde und hunderte verschiedene Asteroiden befinden. In futuristischen Simulationen wird die Kollision von der Milchstraße und der Andromedagalaxie gezeigt, die in 3,8–4,5 Milliarden Jahren auftreten könnte.

## Rezeption
Duncan Geere von PC Gamer UK bewertete das Spiel mit 84/100; er sprach positiv von dem Spiel: „Universe Sandbox wird dein Leben nicht verändern. Es wird dich nicht zum Weinen bringen und es wird nicht wochenlang an der Spitze deiner meistgespielten Liste auf Steam stehen. Aber wenn du die Idee eines interaktiven Orrery magst, das du auseinandernehmen und auf beliebige Weise wieder zusammenbauen kannst, und du gerne ein bisschen Fantasie einfließen lässt, dann wirst du kaum eine bessere Möglichkeit finden, £6 auszugeben.“
Jules von dem Internetmagazin Wired sagte in ihrem Review: „Ich habe einige Programme gesehen, die es ermöglichen, das Universum zu erkunden, aber keines war so packend wie Universe Sandbox.“

## Universe Sandbox²
Das Team begann im Jahr 2014 mit einer vollständigen Überarbeitung von Universe Sandbox. Einige neue Features wurden hinzugefügt, darunter Atmosphären auf Planeten, prozedural generierte Texturen, ein besseres Kollisionssystem, prozedurale Details in Ringen, Visualisierung von Schwarzen Löchern und vielem mehr. Mit einem Update, das am 16. November 2018 veröffentlicht wurde, wurden Steam-Workshop-Features ermöglicht.